# کلنپچوو
کلنپچوو (به لهستانی:  Klępczewo) یک روستا در لهستان است که در گمینا شویدوین واقع شده‌است.
 کلنپچوو  ۸۵۰ نفر جمعیت دارد.